# Караганды-Арена
«Караганды́-Аре́на» — ледовый дворец в Караганде (Республика Казахстан), домашняя арена хоккейного клуба «Сарыарка». Вместимость — 5500 зрителей.
Сдан в эксплуатацию в январе 2012 года. Включает:
- 3-этажное здание;
- основной зал: хоккейный корт с трибунами для зрителей;
- конференц-зал;
- сухой зал для разминки;
- тренажёрный зал;
- 8 стандартных раздевалок;
- два кафе;
- три гардероба;
- гимнастический зал;
- две VIP-кабины;
- кабинет врача, комнаты для тренеров, судей, прессы, радиоузел, восстановительный центр, помещения для администрации дворца спорта и пр.[1]